# NGC 3405/2
NGC 3405/2 је елиптична галаксија у сазвежђу Лав која се налази на NGC листи објеката дубоког неба.
Деклинација објекта је + 16° 14' 33" а ректасцензија 10h 49m 44,3s. Привидна величина (магнитуда) објекта NGC 3405 износи 13,3 а фотографска магнитуда 14,3. NGC 34052 је још познат и под ознакама UGC 5933, MCG 3-28-15, CGCG 95-33, KCPG 250B, NPM1G +16.0238, PGC 32418.